# Tyrsted-Uth Pastorat
Tyrsted-Uth pastorat består af sognene Tyrsted (Hatting Herred) og Uth (Bjerre Herred).